# 茶阳镇
茶阳镇，是中华人民共和国广东省梅州市大埔县下辖的一个乡镇级行政单位。

## 行政区划
茶阳镇下辖以下地区：
茶阳社区、茅坪村、左弼村、大觉村、古村、恋墩村、太宁村、群丰村、下马湖村、梅林村、角庵村、西湖村、迪麻村、广陵村、沿坑村、乌石村、浒田村、西坑村、花窗村、党坪村、洋门村、新村、石田村、长兴村、丰村、蓝田村和安乐村。